# ILY (I Love You Baby)
ILY (I Love You Baby) è un singolo del produttore musicale statunitense Surf Mesa, pubblicato il 26 novembre 2019.

## Descrizione
Il brano, che vede la partecipazione vocale di Emilee, riprende il ritornello della canzone Can't Take My Eyes Off You del 1967 di Frankie Valli.

## Video musicale
Il video musicale è stato reso disponibile il 20 maggio 2020.

## Tracce
Testi e musiche di Bob Crewe, Bob Gaudio e Powell Anguirre.
Download digitale, streaming
1. ILY (I Love You Baby) (feat. Emilee) – 2:56

Download digitale, streaming – Arty Remix
1. ILY (I Love You Baby) (feat. Emilee) (Arty Remix) – 3:07

Download digitale, streaming – Topic Remix
1. ILY (I Love You Baby) (feat. Emilee) (Topic Remix) – 2:36

## Successo commerciale
ILY (I Love You Baby) ha raggiunto la 5ª posizione della Hot Dance/Electronic Songs nella pubblicazione del 23 maggio 2020 con 2 000 download digitali e 6,2 milioni di riproduzioni in streaming.

## Classifiche

### Classifiche settimanali
| Classifica (2020-23) | Posizione massima |
| -------------------- | ----------------- |
| Australia            | 17                |
| Austria              | 5                 |
| Belgio (Fiandre)     | 11                |
| Belgio (Vallonia)    | 20                |
| Canada               | 37                |
| Croazia              | 20                |
| Danimarca            | 38                |
| Estonia              | 8                 |
| Francia              | 12                |
| Germania             | 7                 |
| Grecia               | 22                |
| Irlanda              | 16                |
| Italia               | 34                |
| Kazakistan           | 60                |
| Lettonia             | 81                |
| Lituania             | 4                 |
| Malaysia             | 7                 |
| Moldavia             | 39                |
| Norvegia             | 14                |
| Nuova Zelanda        | 16                |
| Paesi Bassi          | 5                 |
| Polonia              | 17                |
| Portogallo           | 22                |
| Regno Unito          | 22                |
| Repubblica Ceca      | 22                |
| Romania              | 1                 |
| Russia               | 13                |
| Singapore            | 10                |
| Slovacchia           | 15                |
| Slovenia             | 6                 |
| Spagna               | 52                |
| Stati Uniti          | 23                |
| Svezia               | 24                |
| Svizzera             | 4                 |
| Ucraina              | 20                |
| Ungheria             | 19                |

### Classifiche di fine anno
| Classifica (2020) | Posizione |
| ----------------- | --------- |
| Australia         | 75        |
| Austria           | 19        |
| Belgio (Fiandre)  | 53        |
| Belgio (Vallonia) | 59        |
| Canada            | 97        |
| Francia           | 48        |
| Germania          | 22        |
| Paesi Bassi       | 48        |
| Polonia           | 91        |
| Portogallo        | 74        |
| Romania           | 19        |
| Russia            | 28        |
| Stati Uniti       | 95        |
| Svizzera          | 20        |
| Ungheria          | 57        |
| Classifica (2021) | Posizione |
| Russia            | 87        |
| Classifica (2022) | Posizione |
| Ucraina           | 27        |
| Classifica (2023) | Posizione |
| Moldavia          | 102       |
| Ucraina           | 48        |